# Aptychotrema rostrata
Aptychotrema rostrata är en rockeart som först beskrevs av Shaw 1794.  Aptychotrema rostrata ingår i släktet Aptychotrema och familjen Rhinobatidae. IUCN kategoriserar arten globalt som livskraftig. Inga underarter finns listade i Catalogue of Life.